# Ficus obliqua
Ficus obliqua, amb el nom comú de figuera de fulla petita, és una espècie d'arbre del gènere de la figuera (Ficus). És una planta nativa de l'est d'Austràlia, Nova Guinea, Est d'Indonèsia a Sulawesi i illes del sud-oest de l'Oceà Pacífic. Al principi de la seva vida és un epífit o viu sobre les roques com un litòfit. Pot fer 60 m d'alt.
Els seus fruits són petits i rodons i maduren agafant color vermell en qualsevol època de l'any però el màxim de maduració és a la tardor i hivern. El pol·linitzen dues espècies de vespes - Pleistodontes greenwoodi i P. xanthocephalus. Moltes espècies d'ocells s'alimenten d'aquests fruits. Totes les parts de l'arbre s'han utilitzat en la medicina popular de Fiji. All parts of the tree have been used in traditional medicine in Fiji.